# Britpop

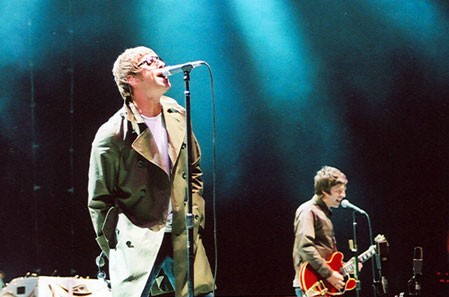
Oasis på scen 2005

Britpop (från engelskans "British pop", "brittisk pop") är en mestadels gitarrbaserad pop- och rockmusikgenre från Storbritannien, populär under mitten av 1990-talet. Ett stort antal olika pop- och rockmusikaliska stilar har under åren klumpats ihop under detta paraply, men den ”ursprungliga” britpopen kan förenklat beskrivas som en blandning av 1960-talets gitarrpop (The Kinks, The Who, tidiga The Bee Gees, Small Faces, The Beatles), punk och new wave (The Clash, The Jam, Sex Pistols) och det tidiga 1990-talets brittiska indie (Ride, My Bloody Valentine, The Stone Roses).

## Bakgrund
Under det tidiga 1990-talet befann sig brittisk populärmusik i ett vakuum. Den våg av elektronisk musik (främst acid house) som svept över landet ett par år tidigare hade ebbat ut och banden som följde i dess spår, vilka till stor del spelade en slags blandning av psykedelisk pop och dansrytmer, hade misslyckats med att slå igenom på bred front. Istället var det eurodance och amerikansk grunge som dominerade topplistorna. Britpop kan sägas ha varit en reaktion på det rådande musikklimatet. Grupper som Suede och framförallt Blur vände sig mot amerikaniseringen och såg det som sin uppgift att marknadsföra en genuint (!) brittisk popmusik. De senares andra skiva Modern Life Is Rubbish (1993) anses av många vara det första riktiga britpop-albumet och med supersuccén Parklife året därpå blev de Storbritanniens största band. Denna position togs snart över av Oasis, vars genombrott med skivorna Definitely Maybe och (What's The Story) Morning Glory? gav britpopen två fixstjärnor i de ständigt kontroversiella bröderna Liam och Noel Gallagher.

## Början till slutet
Under de kommande tre åren dominerade genren åtminstone delvis de europeiska topplistorna och mängder av band följde i dess spår.
Samtidigt upplevde Storbritannien en kulturell och ekonomisk högkonjunktur som sammanföll med ett hett efterlängtat politiskt maktskifte. En gryende optimism kunde skönjas efter 1980- och det tidiga 1990-talets obevekliga högerstyre och britpop blev en viktig kugge i maskineriet. Med hjälp av en stab med näsa för opinionsbildning knöt den blivande premiärministern Tony Blair till sig många av landets ledande rockgrupper, som åtminstone till en del blev förknippade med Labour-partiet. Men musikaliskt trampade man snart vatten. Medan de forna innovatörerna Blur gick över till ångestladdad lo fi-rock, punkiga Elastica föll samman i heroinmissbruk och Oasis i allt högre grad ägnade sig åt pompösa gitarrväggar började luften gå ur britpopfenomenet. Oasis tredje skiva Be Here Now anses vara britpopens dödsstöt. Kring millennieskiftet var rörelsen så gott som död.

## Exempel på britpopband
- Blur
- Oasis
- Elastica
- Menswear
- Northern Uproar
- Pulp
- Suede
- Supergrass
- The Verve
- Travis